# 莫斯蒂謝 (切爾尼戈夫區)
50°46′5″N 31°10′8″E / 50.76806°N 31.16889°E

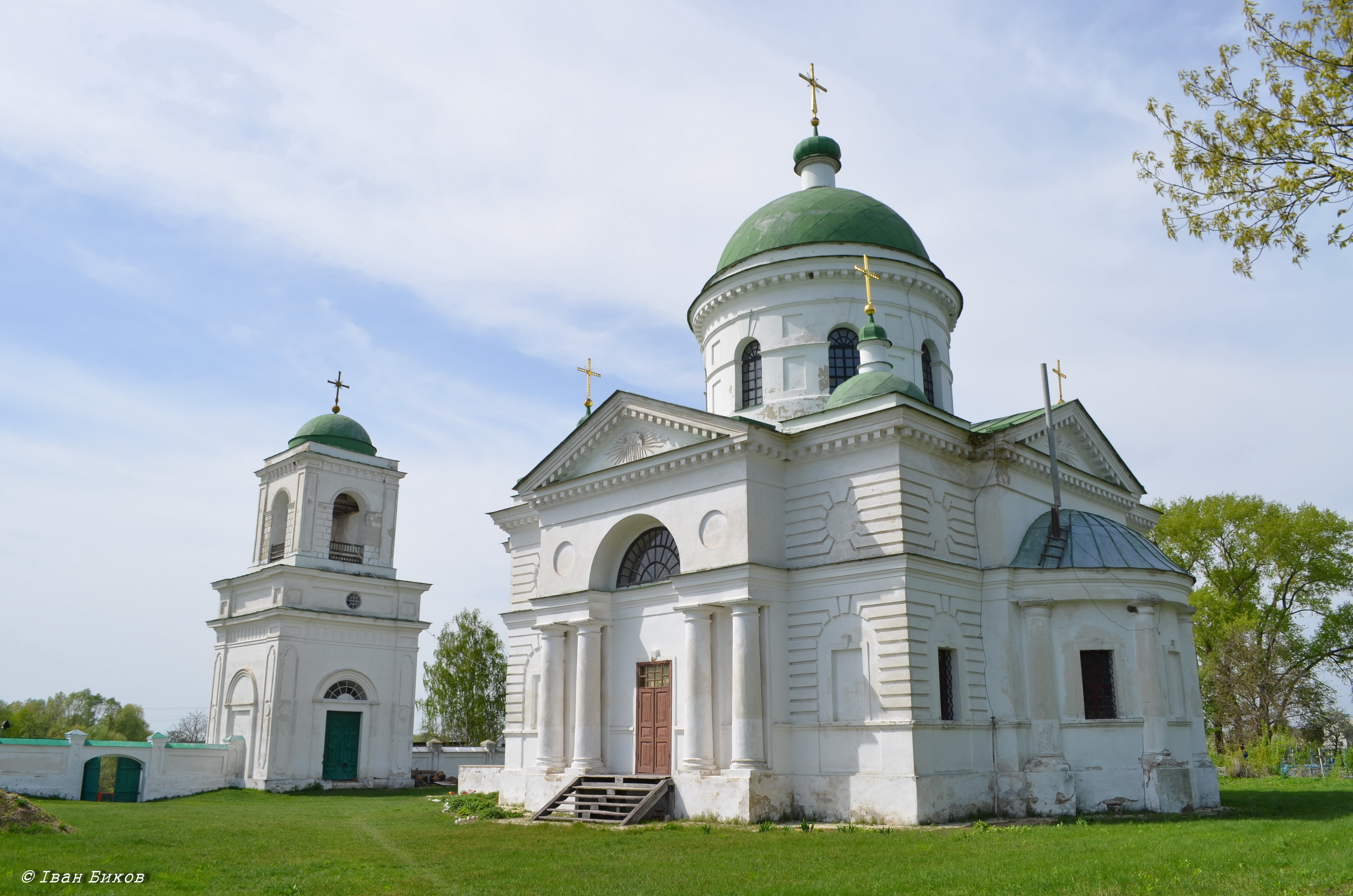
教堂

莫斯蒂谢（烏克蘭語：Мостище），1929-2016年间名为彼得里夫斯凯（Петрівське），是烏克蘭北部切爾尼戈夫州切爾尼戈夫區科泽莱茨市镇的村庄。面積3.11平方公里，海拔高度116米，2014年人口539，人口密度每平方公里173.31人。